# Condé-sur-Vire
Condé-sur-Vire é uma comuna francesa na região administrativa da Normandia, no departamento Mancha. Estende-se por uma área de 24,79 km². Em 2010 a comuna tinha 4 193 habitantes (densidade: 169,1 hab./km²).